# Thorius dubitus
Thorius dubitus är en groddjursart som beskrevs av Taylor 1941. Thorius dubitus ingår i släktet Thorius och familjen lunglösa salamandrar. IUCN kategoriserar arten globalt som starkt hotad. Inga underarter finns listade i Catalogue of Life.